# Martina Stamm-Fibich
Martina Stamm-Fibich (* 23. April 1965 in Erlangen-Bruck) ist eine deutsche Politikerin (SPD) und war zuvor Marketing- und Kommunikationsmanagerin bei der Firma Siemens AG Healthcare Sector. Sie war von 2013 bis 2025 Mitglied des Deutschen Bundestages.

## Leben
Stamm-Fibich wuchs in Erlangen-Bruck auf. Nach der Mittleren Reife im Jahr 1981 absolvierte sie eine Ausbildung zur Rechtsanwaltfachangestellten (Abschluss 1983). In diesem Beruf arbeitete sie bis 1985. Von 1986 bis 1989 arbeitete sie als Assistenz der Geschäftsführung in einem mittelständischen Unternehmen.
Seit dem Jahr 1989 war Stamm-Fibich bei der Firma Siemens AG Healthcare Sector Erlangen beschäftigt. Zunächst als Marketing- und Kommunikationsmanagerin, zuletzt als freigestellte Betriebsrätin.
Sie ist geschieden und hat zwei Kinder.

## Politische Karriere

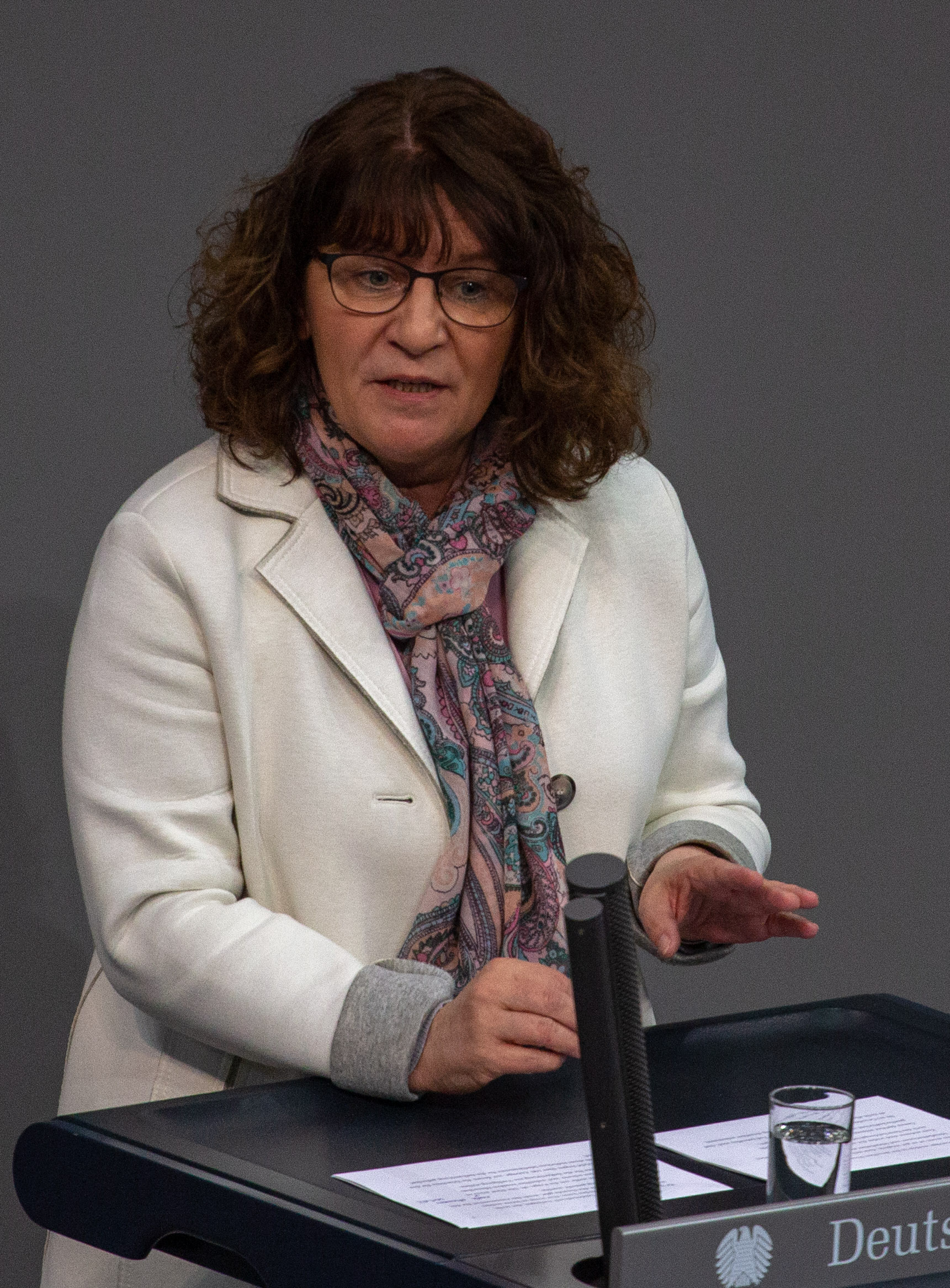
Martina Stamm-Fibich im Bundestag, 2019

Martina Stamm-Fibich ist seit 1994 Mitglied der SPD. Von 2002 bis 2008 war sie Mitglied im Gemeinderat von Hemhofen. Bei der Bundestagswahl 2013 kandidierte sie im Bundestagswahlkreis Erlangen und zog über die Landesliste Bayern in den 18. Deutschen Bundestag ein. Bei den Kommunalwahlen in Bayern am 16. März 2014 schaffte Stamm-Fibich den Einzug in den Gemeinderat von Möhrendorf und wurde zur Kreisrätin im Landkreis Erlangen-Höchstadt gewählt.
Bei der Bundestagswahl 2017 und der Bundestagswahl 2021 wurde Martina Stamm-Fibich erneut über die bayerische Landesliste der SPD in den Deutschen Bundestag gewählt.

### Abgeordnete
Martina Stamm-Fibich war im 19. Deutschen Bundestag ordentliches Mitglied im Ausschuss für Gesundheit und stellvertretende Vorsitzende im Petitionsausschuss. Im Gesundheitsausschuss ist sie für die SPD-Bundestagsfraktion Berichterstatterin für die Themen Kinder- und Jugendmedizin, Medizinprodukte, Arznei-, Heil- und Hilfsmittel sowie für den Bereich Patientenrechte. Zudem gehört sie als stellvertretendes Mitglied dem Ausschuss für Wirtschaft und Energie an.
Seit Juni 2018 ist Stamm-Fibich Patientenbeauftragte der SPD-Bundestagsfraktion.
Im 20. Deutschen Bundestag wurde Stamm-Fibich zur Vorsitzenden des Petitionsausschusses gewählt.
Sie plädiert für ein Impfregister in Deutschland.

## Mitgliedschaften
Stamm-Fibich ist unter anderem Mitglied im Förderverein des THW-Erlangen, Mitglied beim ASB Erlangen-Höchstadt, stellvertretende Präsidiumsvorsitzende im AWO Bezirksverband Ober-Mittelfranken, Genossin der Bürgergenossenschaft Energiewende ER(H)langen EWERG eG und Mitglied im Freundeskreis Laufer Mühle e. V.